# Ancita crocogaster
Ancita crocogaster là một loài bọ cánh cứng trong họ Cerambycidae.